# Arsinoë van Macedonië
Arsinoë van Macedonië leefde in de 4e eeuw v.Chr. en was de moeder van Ptolemaeus I Soter I (366 - 285 v.Chr.), koning van Egypte (304-285). Ze was een concubine van Philippus II, koning van Macedonië. Zwanger geworden werd ze uitgehuwelijkt aan een zekere Lagos, een Macedonische edelman die carrière maakte in het Macedonische leger. Vermoed wordt eveneens dat ze tot een aangetrouwde tak van de Argeaden-dynastie behoorde, teruggaande tot koning Amynthas I.  